# Тета1 Стрільця
Тета1 Стрільця (θ1 Стрільця) — тісна подвійна зоряна система в зодіакальному сузір'ї Стрілець. Її видно неозброєним оком з видимою зоровою величиною 4,37. Її річний зоряний паралакс, 6,29 кутової мілісекунди, свідчить, що ця зоря розташована на відстані прибл. 520 світлових років від Сонця. На цій відстані візуальна зоряна величина зменшується на коефіцієнт екстинкції 0,24 через наявність міжзоряного пилу.
Це однолінійна спектроскопічна подвійна система з орбітальним періодом лише 2,1 дня на круговій орбіті. Видимий компонент A є субгігантом типу B і зоряним класом B3 IVп. Його вік — прибл. 33 мільйони років. Він обертається з прогнозованою швидкістю обертання 73 км/с. Маса основного компонента — 6,6 маси Сонця, радіус — прибл. в 5,6 радіуса Сонця. Його фотосфера має ефективну температуру 17 900 К і світність у 2271 раз більше сонячної.